# M/S Visby (2000)
M/S Visborg, tidigare M/S Visby, är en passagerarfärja från 2003 som ägs av Rederi AB Gotland.
Färjan var under 2003–2020 insatt i Gotlandstrafiken. Fartyget byggdes 2001-2003 på Guangzhou Shipyard Int. i Kina tillsammans med systerfartyget M/S Gotland.  
28 Mars 2003 klockan 16:00 avgick M/S Visborg på sin premiärtur till Nynäshamn, befälhavare ombord på den första resan var kapten Kjell Broander. 
På däck 7 finns fartygets restaurang där det serveras frukost, varm mat, kaffe och smörgåsar. Ombord finns även en butik med godis, souvenirer och kläder samt en bar med musik och drinkar.
Komfortalternativ: Vilstol i försalong, aktersalong samt djursalong eller kupé utsides/insides samt enklare sittplatser i ekonomisalongen.
Åren 2022-2023 var fartyget utchatrad till DFDS, och sedan 2024 går hon för Balearia i medelhavet.